# Freddie Mercury
Freddie Mercury (tên khai sinh là Farrokh Bulsara; 5 tháng 9 năm 1946 – 24 tháng 11 năm 1991) là một nam ca sĩ, nhạc sĩ, nhà sản xuất âm nhạc người Anh. Ông được biết đến nhiều nhất với vai trò là giọng ca và người sáng tác chính cho ban nhạc rock Queen. Mercury nổi tiếng với phong cách trình diễn hào hoa trên sân khấu và giọng hát nội lực trong phạm vi bốn quãng tám. Trong vai trò nhạc sĩ, ông đã sáng tác nên rất nhiều bản hit cho Queen, trong đó bao gồm "Bohemian Rhapsody," "Killer Queen," "Somebody to Love", "Don't Stop Me Now", "Crazy Little Thing Called Love", "Another One Bites the Dust" và "We Are the Champions". Mercury cũng có một sự nghiệp solo đầy thành công, đôi khi ông phục vụ như là một nghệ sĩ khách mời cho các nghệ sĩ khác.
Mercury là một người Parsi sinh ra tại Vương quốc Hồi giáo Zanzibar, ông lớn lên tại đây và Ấn Độ trước khi cùng gia đình chuyển tới Middlesex, Anh khi ở độ tuổi teen. Ông thành lập ban nhạc Queen vào năm 1970 với tay guitar Brian May và tay trống Roger Taylor. Ông qua đời vào ngày 24 tháng 11 năm 1991 vì viêm phế quản do AIDS gây ra, một ngày sau khi ông xác nhận rằng mình đã mắc bệnh.
Vào năm 1992, Mercury được trao tặng giải thưởng Brit cho những đóng góp nổi bật đến nền âm nhạc Anh Quốc, và buổi hòa nhạc tưởng nhớ ông đã được tổ chức tại sân vận động Wembley, London. Với vai trò thành viên của Queen, ông được vinh danh trên Đại sảnh Danh vọng Rock and Roll vào năm 2001, Songwriters Hall of Fame (sảnh danh vọng cho các nhạc sĩ) năm 2003, UK Music Hall of Fame năm 2004, cùng một ngôi sao dành cho ban nhạc trên Đại lộ danh vọng Hollywood vào năm 2002. Cũng vào năm 2002, Mercury đã được xếp ở vị trí thứ 58 trong một cuộc thăm dò của BBC cho danh sách 100 người Anh vĩ đại nhất.
Mercury đã từng được bầu chọn là một trong những ca sĩ xuất sắc nhất trong lịch sử nhạc pop. Một cuộc thăm dò được tổ chức bởi tạp chí Blender và kênh truyền hình MTV2 vào năm 2005 cho thấy Mercury được bình chọn là giọng ca nam xuất sắc nhất mọi thời đại. Vào năm 2008, các biên tập viên của tạp chí Rolling Stone đã xếp ông đứng thứ 18 trong danh sách 100 ca sĩ vĩ đại nhất của họ. Vào năm 2009, tạp chí Classic Rock qua thăm dò ý kiến đã bầu ông là ca sĩ nhạc rock vĩ đại nhất mọi thời đại. Thêm vào đó, AllMusic cũng đã miêu tả Mercury như là "một trong những nghệ sĩ rock vĩ đại nhất mọi thời đại", và là người sở hữu "một trong những giọng hát vĩ đại nhất trong mọi thể loại nhạc".

## Thời niên thiếu

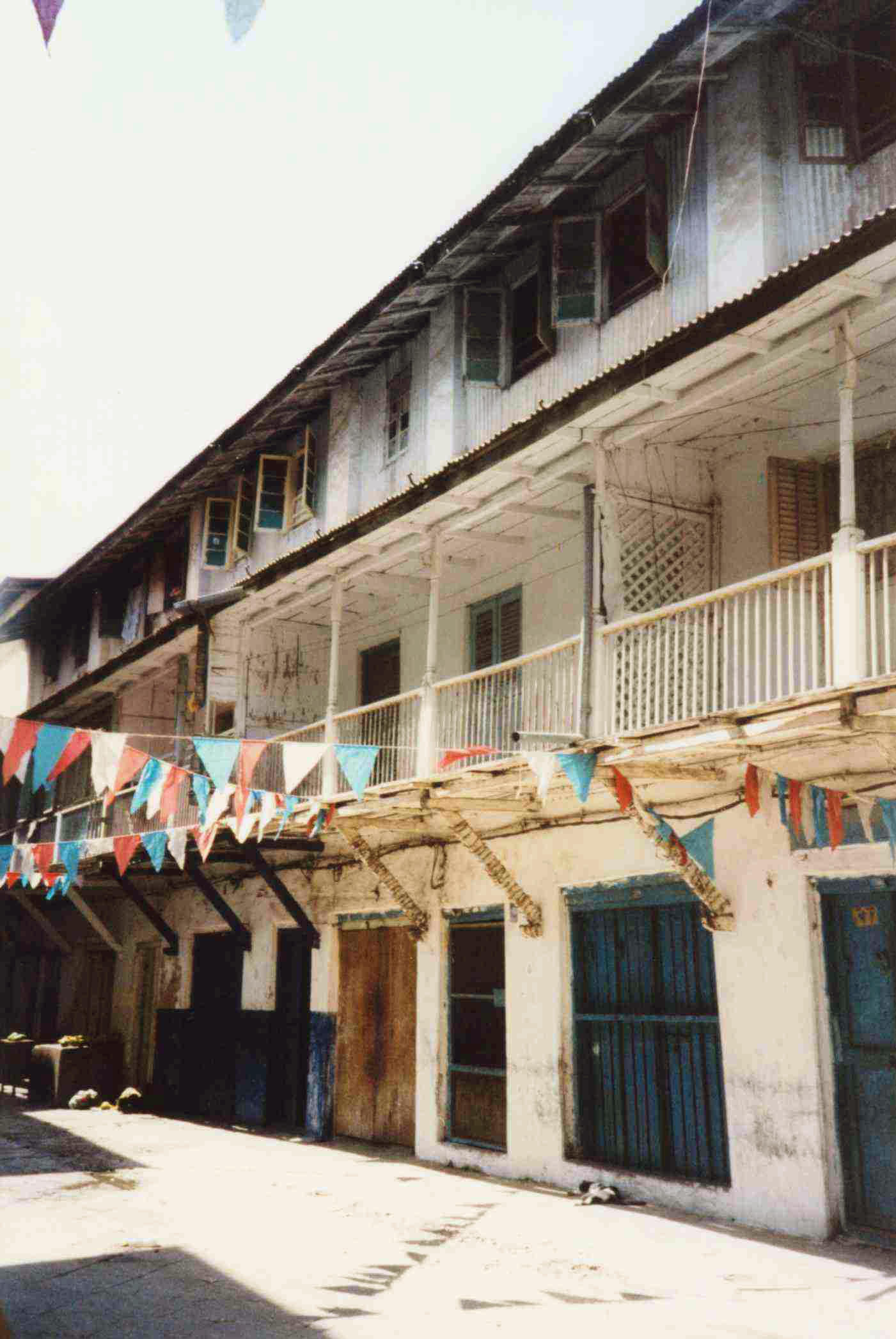
Ngôi nhà ở Zanzibar nơi Mercury đã sống thời thơ ấu

Mercury sinh ra với tên khai sinh Farrokh Bulsara (tiếng Gujarati: ફારોખ બલસારા, Pharōkh Balsārā‌) tại thị trấn Đá Zanzibar ở tỉnh bảo hộ Anh Quốc của Vương quốc Zanzibar, Đông Phi (nay là một phần của Tanzania) vào ngày 5 tháng 9 năm 1946. Cha mẹ ông, Bomi (1908–2003) và Jer Bulsara (1922–2016), là những người Parsi từ vùng Gujarat của tỉnh mà sau này là vùng Bombay ở Ấn Độ thuộc Anh. Do là người Parsi, Mercury và gia đình ông theo Hỏa giáo. Gia đình Bulsara đã chuyển đến Zanzibar để người cha có thể tiếp tục làm công việc thu ngân tại Văn phòng thuộc địa Anh. Mercury có một cô em gái, Kashmira.
Mercury dành hầu hết thời thơ ấu của mình ở Ấn Độ và bắt đầu học đàn piano khi lên bảy tuổi. Năm 1954, khi lên tám tuổi, Mercury được cử đi học tại trường St. Peter's, một trường nội trú kiểu Anh dành cho nam sinh, tại Panchgani gần Bombay (bây giờ là Mumbai). Ở tuổi 12, ông thành lập một ban nhạc ở trường, The Hectics, và hát lại các bài hát rock and roll của các nhạc sĩ như Cliff Richard và Little Richard. Có người nói rằng một trong những ảnh hưởng âm nhạc ban đầu của anh tại thời điểm đó là ca sĩ Bollywood Lata Mangeshkar, nhưng một trong những người bạn cũ của Mercury từ Hectics đã nói rằng "Điều đó là sai. Thể loại nhạc duy nhất anh ấy nghe và hát là nhạc pop phương Tây." Một người bạn lúc đó nhớ lại rằng Mercury có "một khả năng kỳ lạ khi nghe radio và đánh lại những gì anh ấy nghe được trên đàn piano". Cũng tại trường St. Peter's là nơi anh bắt đầu tự gọi mình là "Freddie", và vào tháng 2 năm 1963 anh chuyển về Zanzibar, nơi anh ở cùng bố mẹ tại căn hộ chung.

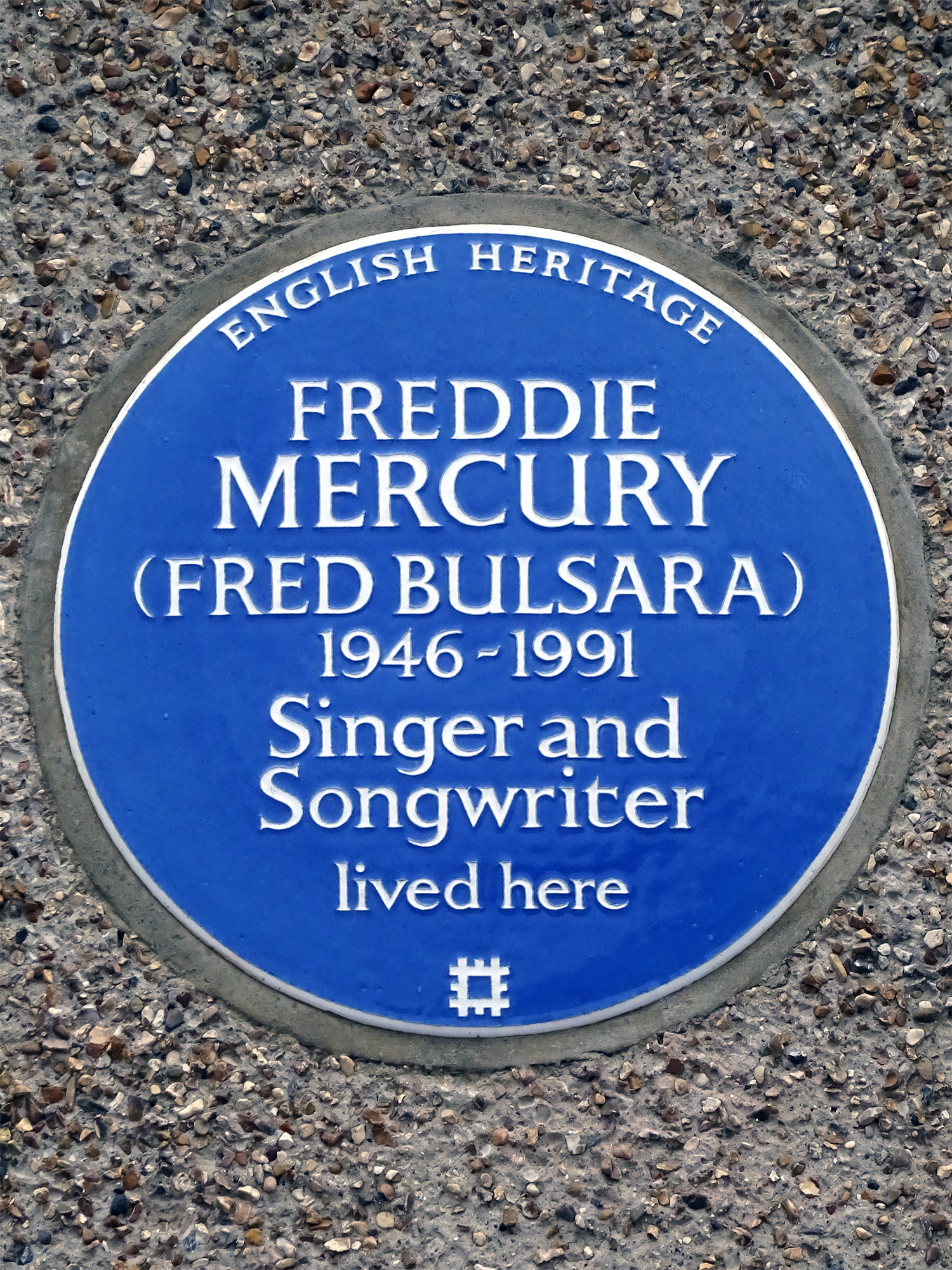
Ngôi nhà của Mercury tại Anh với địa chỉ 22 Gladstone Avenue, Feltham, London

Ở tuổi 17, Mercury và gia đình chạy trốn khỏi Zanzibar vì lý do tránh Cách mạng Zanzibar 1964, trong đó hàng ngàn người Ả Rập và người Ấn Độ bị giết hại. Gia đình chuyển đến một ngôi nhà nhỏ tại 22 Gladstone Avenue, Feltham, Middlesex, Anh. Mercury nhập học tại trường Isleworth Polytechnic (nay là Cao đẳng West Thames) tại Tây London với chuyên ngành nghệ thuật. Cuối cùng, ông đã nhận được bằng tốt nghiệp về Nghệ thuật và Thiết kế Đồ họa tại Ealing Art College (nay là cơ sở Ealing của Đại học West London),sau đó sử dụng những kỹ năng này để thiết kế logo của ban nhạc Queen. Là công dân Anh từ lúc mới sinh, Mercury vẫn giữ quốc tịch này trong suốt quãng đời còn lại của mình.
Sau khi tốt nghiệp, Mercury tham gia một loạt các ban nhạc và bán quần áo cũ tại Kensington Market ở London với bạn gái Mary Austin. Anh cũng đã từng làm việc tại sân bay Heathrow. Bạn bè từ thời đó nhớ đến anh như một người đàn ông trẻ tuổi trầm lặng và nhút nhát, người đã tỏ ra rất quan tâm đến âm nhạc. Năm 1969, anh gia nhập ban nhạc Ibex ở Liverpool, sau đó đổi tên thành Wreckage. Mercury sống một thời gian ngắn trong một căn hộ phía trên quán rượu Liverpool, The Dovedale Towers. Khi ban nhạc này không thể thành công, Mercury đã gia nhập một ban nhạc thứ hai có tên là Sour Milk Sea. Tuy nhiên, vào đầu năm 1970 nhóm này cũng đã tan rã.
Vào tháng 4 năm 1970 Mercury cùng với tay guitar Brian May và tay trống Roger Taylor lập thành một nhóm nhạc. Năm 1971 họ có thêm tay guitar bass John Deacon.  Mercury đã chọn tên "Queen" - "Nữ hoàng" cho ban nhạc, cho dù ban đầu các thành viên khác và Trident Studios, ban quản lý sơ khai của ban nhạc, không ưa cho lắm. Sau này ông giải thích, "Nó rất rõ ràng, và nó nghe có vẻ lộng lẫy. Đó là một cái tên mạnh mẽ, rất phổ quát và dễ nhận biết. Tôi chắc chắn nhận thức được ý đồng tính của cái tên đó, nhưng đó chỉ là một khía cạnh của nó." Cùng lúc đó, anh đổi họ từ Bulsara thành Mercury. Mercury thiết kế logo của ban nhạc, được gọi là biểu tượng của Queen, ngay trước khi phát hành album đầu tiên của ban nhạc. Logo kết hợp các dấu hiệu hoàng đạo của cả bốn thành viên: hai con sư tử cho Leo (Deacon and Taylor), một con cua cho Cancer (May), và hai tiên nữ cho Virgo (Mercury). Sư tử ôm lấy một chữ Q cách điệu, con cua nằm trên đỉnh chữ Q với ngọn lửa vươn lên ngay trên nó, và các nàng tiên đang trú ẩn dưới một con sư tử. Ngoài ra còn có một vương miện bên trong chữ Q và toàn bộ logo bị che phủ bởi một con phượng hoàng khổng lồ. Toàn bộ biểu tượng có sự tương đồng với Quốc huy Vương quốc Anh, nhất là khi cả hai đều có hình các con sư tử.

## Sự nghiệp âm nhạc

### Ca sĩ

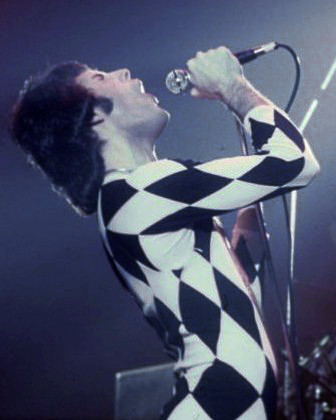
Freddie Mercury vào năm 1977

Dải nốt giọng hát của Mercury

Mặc dù giọng tự nhiên của Mercury rơi vào khoảng baritone, ông hát chủ yếu với giọng tenor. Dải âm thanh của giọng hát Mercury kéo dài từ nốt bass F thấp (F2) tới nốt soprano F cao (F6). Ông có thể trộn giọng lên tới tenor F cao (F5). Nhà viết tiểu sử David Bret đã mô tả giọng nói của Mecury là "lên cao chỉ trong vài quãng nhạc từ một tiếng gầm gừ, sâu thẳm đến một nốt cao dịu dàng, sôi động, sau đó đến một sắc màu cao chót vót, hoàn hảo, tinh khiết." Ca sĩ người Tây Ban Nha giọng soprano Montserrat Caballé, người mà Mercury đã cùng thu âm một album, bày tỏ ý kiến của mình rằng "sự khác biệt giữa Freddie và hầu như tất cả các ngôi sao nhạc rock khác là anh ấy đã thương mại hóa giọng hát của mình". Caballé nói thêm
Kỹ thuật của Mercury là đáng kinh ngạc. Không có vấn đề nhịp độ, anh hát với một cảm giác sắc bén về nhịp điệu, giữ vị trí giọng hát của mình rất tốt và anh  có thể lướt dễ dàng từ một tông nhạc sang tông khác. Anh cũng đã có cảm nhận riêng về âm nhạc. Phân nhịp của Mercury khá tinh tế, nhạy cảm và ngọt ngào, năng động và giật. Mercury có thể tìm đúng màu âm hay biểu cảm cho riêng từng từ.
Ca sĩ chính của ban nhạc The Who, Roger Daltrey gọi Mercury là "ca sĩ nhạc rock 'n' roll tốt nhất mọi thời đại. Anh ấy có thể hát bất cứ thứ gì theo bất kỳ phong cách nào. Anh ấy có thể thay đổi phong cách của mình theo từng câu hát và, Chúa ơi, đó là một nghệ thuật."
Một nhóm nghiên cứu đã tiến hành một nghiên cứu vào năm 2016 để hiểu được sự hấp dẫn đằng sau giọng hát của Mercury. Được dẫn dắt bởi Giáo sư Christian Herbst, nhóm nghiên cứu đã xác định được rằng việc sử dụng vibrato nhanh và sử dụng các hợp âm thứ cấp là đặc điểm độc đáo của giọng hát của Mercury, đặc biệt khi so sánh với các ca sĩ opera, và khẳng định anh có giọng hát từ F#2 đến G5 (chỉ hơn 3 quãng tám), và không khẳng định được là 4 quãng tám. Nhóm nghiên cứu đã nghiên cứu các mẫu giọng hát từ 23 bản thu âm Queen có sẵn trên thị trường, các tác phẩm solo của anh, và một loạt các cuộc phỏng vấn anh. Họ cũng đã sử dụng các camera nội soi để nghiên cứu một ca sĩ nhạc rock khi được yêu cầu bắt chước giọng hát của Mercury.

### Người viết bài hát
Mercury đã viết 10 trong số 17 bài hát trong album Greatest Hits của Queen: "Bohemian Rhapsody", "Seven Seas of Rhye", "Killer Queen", "Somebody to Love", "Good Old-Fashioned Lover Boy", "We Are the Champions", "Bicycle Race", "Don't Stop Me Now", "Crazy Little Thing Called Love" và "Play the Game". Năm 2003, Mercury được đưa vào danh sách Nhà hát danh tiếng của nhạc sĩ, và vào năm 2005, ông đã được truy tặng một giải Ivor Novello cho bộ sưu tập bài hát nổi bật từ Học viện các nhạc sĩ, nhà soạn nhạc và tác giả người Anh.
Khía cạnh đáng chú ý nhất của việc sáng tác nhạc của Mercury liên quan đến nhiều thể loại mà ông sử dụng, trong đó bao gồm các loại nhạc rockabilly, progressive rock, heavy metal, nhạc Phúc âm và disco. Như ông đã giải thích trong một cuộc phỏng vấn năm 1986, "Tôi ghét làm chuyện gì đó lặp đi lặp lại. Tôi muốn xem những gì đang xảy ra trong âm nhạc, phim ảnh và sân khấu và thực hiện kết hợp tất cả những điều đó." So với nhiều người sáng tác nhạc nổi tiếng, Mercury cũng có xu hướng viết nhạc phức tạp. Ví dụ: bài "Bohemian Rhapsody" có cấu trúc không tuần hoàn và bao gồm hàng tá hợp âm. Mercury cũng viết sáu bài hát của album Queen II, xử lý nhiều thay đổi về âm chủ và các tài liệu phức tạp. "Crazy Little Thing Called Love", mặt khác, lại chỉ chứa một vài hợp âm. Mặc dù Mercury thường viết những bản hòa âm rất phức tạp, ông cũng tuyên bố rằng ông hầu như không đọc được nốt nhạc. Ông đã sáng tác hầu hết các bài hát của mình trên cây đàn piano và sử dụng nhiều dấu hóa khác nhau.

### Nghệ sĩ biểu diễn

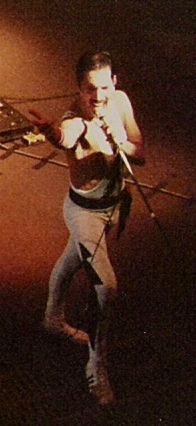
Mercury trình diễn trực tiếp vào tháng 9 năm 1984

Mercury đã được ghi nhận với các buổi biểu diễn trực tiếp của ông, thường được trình diễn trước khán giả trên các sân vận động trên khắp thế giới. Ông thể hiện một phong cách trình diễn sân khấu, thường tạo nhiều sự tương tác từ đám đông. Một nhà báo của The Spectator mô tả ông là "một nghệ sĩ biểu diễn thích trêu chọc, gây sốc và cuối cùng quyến rũ khán giả với các phiên bản khác nhau của chính mình." David Bowie, người đã trình diễn tại Buổi hòa nhạc tưởng nhớ Freddie Mercury và từng thu âm bài hát "Under Pressure" với Queen, ca ngợi phong cách biểu diễn của Mercury, nói rằng: "Trong số những nghệ sĩ rock có thiên hướng sân khấu, Freddie đã vượt xa hơn những nghệ sĩ còn lại... anh ấy đã đẩy nó lên cao trào. Và tất nhiên, tôi luôn ngưỡng mộ người đàn ông nào dám mặc đồ bó sát. Tôi chỉ nhìn thấy anh ấy trong buổi hòa nhạc một lần, và cũng như khán giả đã nhận xét, anh ấy chắc chắn là một người có thể nắm giữ khán giả trong lòng bàn tay." Tay guitar của Queen, Brian May, viết rằng Mercury có thể làm "người đứng ở xa nhất trong sân vận động cảm thấy rằng mình được kết nối". Đạo cụ chính của Mercury trên sân khấu là một giá đỡ micrô bị gãy, sau khi nó vô tình bật ra khỏi một bệ đỡ nặng trong một buổi biểu diễn thời kỳ đầu, Mercury nhận ra giá đỡ này có thể được sử dụng theo những cách gần như bất tận.
Một trong những màn trình diễn đáng chú ý nhất của Mercury với Queen diễn ra tại Live Aid năm 1985. Buổi biểu diễn của Queen tại sự kiện này đã được một nhóm các nhà điều hành âm nhạc bình chọn là màn trình diễn trực tiếp hay nhất trong lịch sử nhạc rock. Kết quả được phát sóng trên một chương trình truyền hình có tên "The World's Greatest Gigs". Nốt ngân mạnh mẽ của Mercury trong phần capella được gọi là "Nốt nhạc vọng khắp thế giới". Khi xem lại Live Aid vào năm 2005, một nhà phê bình đã viết, "Những người biên soạn danh sách các Nghệ sĩ trình diễn rock hay nhất và trao giải cho những vị trí hàng đầu Mick Jagger, Robert Plant,... tất cả đều có tội vì đã bỏ qua một màn trình diễn ấn tượng. Freddie, được minh chứng bằng màn trình diễn Live Aid như thần Dionisus của mình, đương nhiên là một màn trình diễn thần thánh nhất."
Trong suốt sự nghiệp của mình, Mercury đã thực hiện khoảng 700 buổi hòa nhạc ở các nước trên thế giới với Queen. Một khía cạnh đáng chú ý của các buổi hòa nhạc của Queen là quy mô lớn của các buổi biểu diễn. Một lần Mercury đã giải thích: "Chúng tôi là Cecil B. DeMille của rock and roll, lúc nào cũng muốn làm càng lớn càng tốt." Ban nhạc Queen là ban nhạc đầu tiên trình diễn tại các sân vận động Nam Mỹ, phá kỷ lục trên toàn thế giới khi tham dự buổi hòa nhạc tại sân vận động Morumbi tại São Paulo năm 1981. Năm 1986, Queen cũng trình diễn ngay sau Bức màn sắt trước 80,000 khán giả tại Budapest, trở thành một trong những buổi trình diễn nhạc rock lớn nhất từng được tổ chức ở Đông Âu. Buổi biểu diễn trực tiếp cuối cùng của Mercury với Queen diễn ra vào ngày 9 tháng 8 năm 1986 tại Knebworth Park ở Anh và thu hút lượng khán giả ước tính tới 160,000. Với bài quốc ca của Anh "God Save the Queen" được thực hiện vào cuối buổi hòa nhạc, hành động cuối cùng của Mercury trên sân khấu là khoác lên người một chiếc áo choàng, cầm một chiếc vương miện màu vàng giơ lên cao và chào tạm biệt đám đông.

### Nhạc công

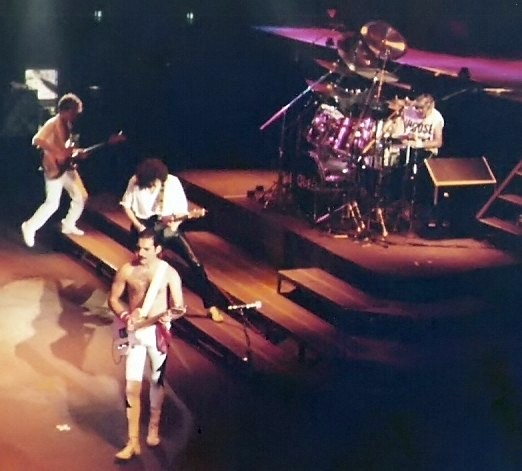
Mercury chơi guitar đệm trong một buổi trình diễn trực tiếp với Queen tại Frankfurt, Đức, 1984.

Khi còn là một cậu bé ở Ấn Độ, Mercury đã được đào tạo đàn piano chính thức cho đến năm 9 tuổi. Sau này, khi sống ở London, ông học guitar. Phần lớn âm nhạc mà Mercury thích là theo hướng guitar: những nghệ sĩ yêu thích của ông vào thời điểm đó là The Who, The Beatles, Jimi Hendrix, David Bowie, và Led Zeppelin. Ông thường tự ti về kỹ năng chơi cả hai nhạc cụ của bản thân và từ đầu những năm 1980 đã bắt đầu nhờ các nhạc công guitar khách mời chơi giùm. Đáng chú ý nhất, Mercury đã mời Fred Mandel (một nhạc sĩ người Canada cũng làm việc cho Pink Floyd, Elton John và Supertramp) chơi piano cho dự án solo đầu tiên của mình, từ 1982 Mercury hợp tác với Morgan Fisher (biểu diễn cùng Queen trong buổi hòa nhạc trong nhánh Hot Space), và từ năm 1985 trở đi, Mercury hợp tác với các nhạc công piano Mike Moran (trong phòng thu) và Spike Edney (trong các buổi trình diễn).
Mercury chơi piano trong nhiều bài hát nổi tiếng nhất của Queen, bao gồm "Killer Queen", "Bohemian Rhapsody", "Good Old Fashioned Lover Boy", "We Are the Champions", "Somebody To Love" và "Don't Stop Me Now". Ông sử dụng đàn piano lớn trong các buổi trình diễn, và thỉnh thoảng chơi các nhạc cụ phím khác như harpsichord. Từ năm 1980 trở đi, ông cũng thường xuyên sử dụng các máy tổng hợp nhạc trong phòng thu. Nhạc công guitar của Queen Brian May tuyên bố rằng Mercury không hề ấn tượng với khả năng chơi đàn piano của chính mình và càng ngày càng ít chơi nhạc cụ hơn vì ông muốn đi lại trên sân khấu và mua vui cho khán giả. Mặc dù ông đã viết nhiều đoạn độc tấu cho guitar, Mercury chơi nhạc cụ này khá tầm thường. Các bài hát như "Ogre Battle" và "Crazy Little Thing Called Love" được sáng tác trên guitar; Bài sau được Mercury chơi guitar đệm trên sân khấu và trong phòng thu.

### Ca sĩ solo
Ngoài việc là ca sĩ chính của Queen, Mercury đã đưa ra hai album solo và một vài đĩa đơn. Mặc dù công việc solo của anh không thành công về mặt thương mại như hầu hết các album của Queen, hai album ngoài Queen và một vài đĩa đơn đã xuất hiện trong top 10 của UK Music Charts. Nỗ lực solo đầu tiên của anh trở lại năm 1972 dưới bút danh Larry Lurex, khi kỹ sư của Trident Studios Robin Geoffrey Cable đang làm việc trong một dự án âm nhạc, vào thời điểm Queen thu âm album đầu tay của họ; Cable đã để Mercury hát chính trong các bài hát "I Can Hear Music" và "Goin 'Back", hai bài được phát hành cùng với nhau như một đĩa đơn vào năm 1973. Mười một năm sau, Mercury đóng góp cho bản thu của Richard "Wolfie" của bài Wolf Love Kills trong album năm 1984 (bài hát này cũng được sử dụng làm chủ đề kết thúc cho National Loadoon's Loaded Weapon 1) và soundtrack mới cho bộ phim Fritz Lang năm 1927 Metropolis. Bài hát này được viết bởi Giorgio Moroder phối hợp với Mercury, ra mắt ở vị trí thứ 10 trong bảng xếp hạng Anh. Nó được sản xuất bởi Moroder và Mack. Mack cũng sản xuất đĩa đơn "Hold On" năm 1987 mà Mercury thu âm với nữ diễn viên Jo Dare cho một vở kịch hành động Đức Zabou.

## Đời tư

### Các mối quan hệ

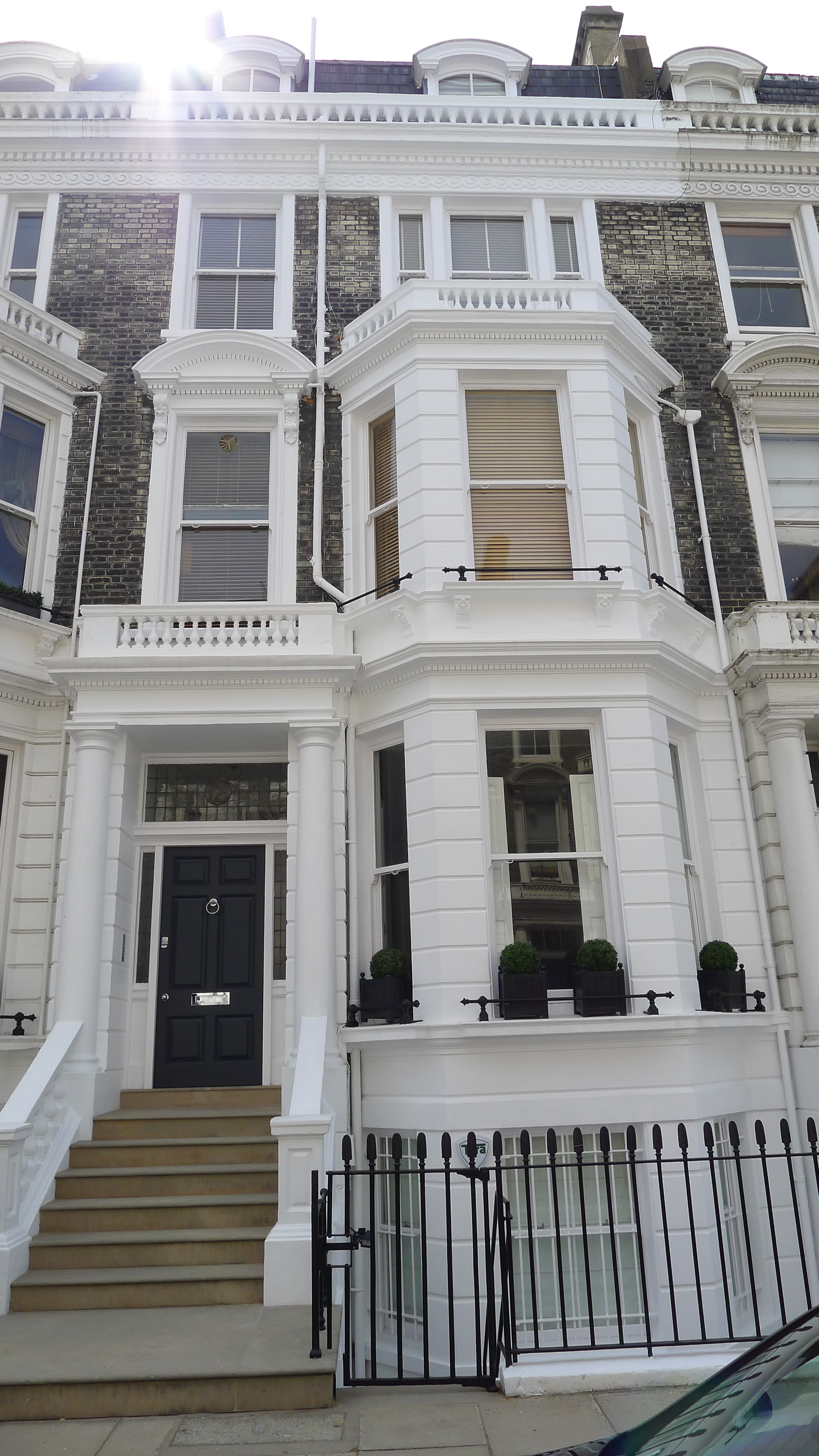
Mercury từng sống trong căn nhà số 12 phố Stafford Terrace ở Kensington, London, trước khi chuyển đến Garden Lodge.

Mercury từng có một mối quan hệ lâu dài với Mary Austin, người mà ông biết đến thông qua Brian May - tay guitar của Queen, trong những năm đầu thập niên 1970. Ông đã sống cùng Austin ở West Kensington, London trong vài năm. Đến giữa thập niên 1970, nam ca sĩ bắt đầu ngoại tình với một người đàn ông quốc tịch Mỹ là giám đốc âm nhạc của hãng thu âm Elektra Records. Vào tháng 12 năm 1976, Mercury nói cho Austin biết về xu hướng tính dục của ông, và điều này đã chấm dứt mối tình lãng mạn của họ. Mercury rời khỏi nơi mà hai người từng cùng chung sống để chuyển đến căn nhà số 12 phố Stafford Terrace ở Kensington và ông đã mua cho Austin một chỗ ở gần đó và dành tư cách chủ sở hữu cho cô. Dù vậy, họ vẫn là bạn thân trong suốt những năm về sau, và Mercury thường nhắc đến Austin như là một người bạn thực sự duy nhất. Trong một cuộc phỏng vấn vào năm 1985, Mercury nói về Austin: "Tất cả những những người yêu mến tôi đều đã hỏi tôi tại sao bọn họ không thể thay thế được cho Mary Austin, nhưng điều này chỉ đơn giản là không thể. Người bạn duy nhất mà tôi nhận được là Mary và tôi không muốn có thêm bất cứ một ai khác. Đối với tôi, cô ấy là một người vợ không chính thức. Đối với tôi, đó là một cuộc hôn nhân. Chúng tôi tin tưởng nhau, điều đó là đủ đối với tôi." Mercury cũng đã viết một vài bài hát về Austin, nổi bật nhất trong đó là "Love of My Life." Căn nhà cuối cùng của Mercury, Garden Lodge, số 1 phố Logan Place, một biệt thự Gruzia 80 phòng được đặt trong một diện tích 1/4 mẫu Anh cùng khu vườn được cắt tỉa cẩn thận bao quanh bởi bức tường gạch cao; là căn nhà được Austin lựa chọn. Trong di chúc của mình, Mercury đã để lại ngôi nhà này cho Austin, chứ không phải cho người bạn tình Jim Hutton, và nói thêm: "Em lẽ ra đã là vợ tôi, và ngôi nhà này đằng nào cũng thuộc về em.". Ngoài ra, Mercury còn là cha đỡ đầu của đứa con trai cả của cô, Richard.
Trong giai đoạn từ đầu cho đến giữa thập niên 1980, Mecury đã có quan hệ tình cảm với Barbara Valentin, một nữ diễn viên người Áo xuất hiện trong video âm nhạc "It's a Hard Life" của Queen. Tuy nhiên, trong một bài viết khác, Valentin là "chỉ là một người bạn", và Mercury lúc đó đã hẹn hò với một ông chủ nhà hàng Đức Winfried Kirchberger.
Đến năm 1985, ông lại bắt đầu một mối quan hệ lâu dài với người thợ cắt tóc Jim Hutton (1949–2010). Hutton, người từng xét nghiệm dương tính với HIV vào năm 1990, đã sống với Mercury trong 6 năm cuối cùng của cuộc đời nam ca sĩ, chăm sóc ông trong suốt quãng thời gian bệnh tật và có mặt bên cạnh chiếc giường khi ông qua đời. Theo lời Hutton thì Mercury lúc qua đời đã đeo trên tay chiếc vòng đeo tay cưới mà Hutton từng tặng cho ông.

### Tình bạn với Kenny Everett
DJ của Đài phát thanh Kenny Everett lần đầu tiên gặp Mercury vào năm 1974 khi ông mời ca sĩ tham gia chương trình ăn sáng của mình tại Capital London. Là hai trong số những nghệ sĩ ăn mặc rực rỡ nhất, nổi tiếng và yêu thích nhất nước Anh, họ chia sẻ nhiều điểm chung và ngay lập tức trở thành bạn thân. Everett đóng một vai trò quan trọng trong thành công ban đầu của nhóm nhạc Queen khi, năm 1975, Mercury mang đĩa bản sao của "Bohemian Rhapsody" đến gặp Everett. Trong khi cá nhân Everett nghi ngờ rằng bất kỳ đài nào sẽ không chịu phát bài hát do độ dài của nó trên 6 phút, ông không nói gì với Mercury và đặt bài hát lên bàn xoay, và sau khi nghe nó, nói rằng: "quên đi, nó sẽ là bài hát số một trong nhiều thế kỷ ". Trong khi Capital Radio không chính thức chấp nhận bài hát, Everett không ngừng nói về một bản thu âm mà ông không được phát sóng, trước khi Bohemian Rhapsody "vô tình" bắt đầu phát, với Everett nói: "Rất tiếc, ngón tay của tôi lại bấm nhầm rồi!" Sau đó điện thoại của Capital Radio hoàn toàn bị kẹt do hàng loạt người gọi đến muốn biết khi nào bài hát trên sẽ được phát hành - có lần Everett phát sóng Bohemian Rhapsody 36 lần trong một ngày.
Trong những năm 1970, tình bạn của họ trở nên gần gũi hơn, với Everett trở thành cố vấn và người gây cảm hứng cho Mercury, và Mercury là người bạn thân thiết của Everett, giúp ông chấp nhận thiên hướng tình dục của mình. Trong suốt những năm đầu 1980, họ tiếp tục khám phá thiên hướng tình dục đồng giới cũng như thử nghiệm chơi ma túy. Mặc dù họ không bao giờ yêu nhau, hai người thường cùng trải nghiệm cuộc sống về đêm ở London. Vào năm 1985, Mercury và Everett đã bất đồng với nhau về việc sử dụng và chia sẻ ma túy, và tình bạn của họ trở nên căng thẳng hơn khi Everett được đưa ra mổ xẻ trong cuốn tự truyện của người vợ cũ "Lady Lee", với Mercury đứng về phía Lee. Đến khi cả hai bị suy giảm sức khỏe, Mercury và Everett đã bắt đầu nói chuyện lại vào năm 1989, và họ đã hòa giải được sự khác biệt của hai người.

### Thiên hướng tính dục
Trong khi một số nhà bình luận tuyên bố rằng Mercury giấu công chúng về thiên hướng tình dục của mình, những người khác cho rằng ông là "đồng tính nam công khai". Vào tháng 12 năm 1974, khi được New Musical Express hỏi trực tiếp, "Cảm giác là đồng tính thế nào?", Mercury trả lời, "Bạn là một con bò xảo quyệt. Hãy hiểu theo cách này: có những lúc tôi còn trẻ và non xanh. Đồng tính là chuyện đã qua của thời học sinh. Tôi đã trải qua đủ trò của các nam sinh. Tôi sẽ không kể chi tiết thêm nữa. " Hành vi đồng tính giữa nam giới trưởng thành trên 21 tuổi đã được phi hình sự hóa tại Vương quốc Anh năm 1967, chỉ bảy năm trước đó. Trong những năm 1980, ông thường đứng xa người tình Jim Hutton của mình trong các sự kiện công khai. Tháng 10 năm 1986, The Sun tuyên bố rằng Mercury đã "thú nhận có hàng loạt các cuộc tình một đêm đồng tính ".
Trong suốt sự nghiệp của mình, các buổi biểu diễn sân khấu rực rỡ của Mercury đôi khi khiến các nhà báo ám chỉ đến tình dục của anh. Dave Dickson, xem lại màn trình diễn của Queen tại Wembley Arena năm 1984 tại Kerrang!, lưu ý các thái độ khiêu khích của Mercury đối với khán giả và thậm chí còn mô tả ông như là một "người ưa khiêu khích, trêu ghẹo, uốn éo". Năm 1992, John Marshall của Gay Times bày tỏ quan điểm sau: "[Mercury] là một "Nữ hoàng trong hậu trường", không sợ công khai thể hiện sự đồng tính của mình, nhưng không muốn phân tích hay biện minh cho lối sống của mình... như thể Freddie Mercury đang nói với thế giới, 'Tôi là tôi. Thì sao?' Và chính bản thân nó đã là một tuyên bố. " Trong một bài báo cho AfterElton, Robert Urban đã nói: "Mercury không kết nối mình với các phong trào chính trị, "hoặc với các phong trào của giới LGBT."

### Cá tính
Mặc dù có một cá tính nổi bật trên sân khấu, nhưng Mercury rất nhút nhát và rụt rè khi không biểu diễn, đặc biệt khi gần những người ông không biết rõ, và rất ít khi đồng ý nhận phỏng vấn. Một lần Mercury từng nói: "Khi tôi biểu diễn, tôi là một người hướng ngoại, nhưng bên trong tôi là một người hoàn toàn khác." Trong khi trên sân khấu, Mercury chìm đắm trong tình yêu của khán giả; tờ giấy viết trước khi tự sát của Kurt Cobain đề cập đến cách anh ngưỡng mộ và ghen tị với cách mà Mercury "có vẻ thích và tận hưởng tình cảm và sự yêu mến hâm mộ của đám đông".

## Bệnh tật và qua đời

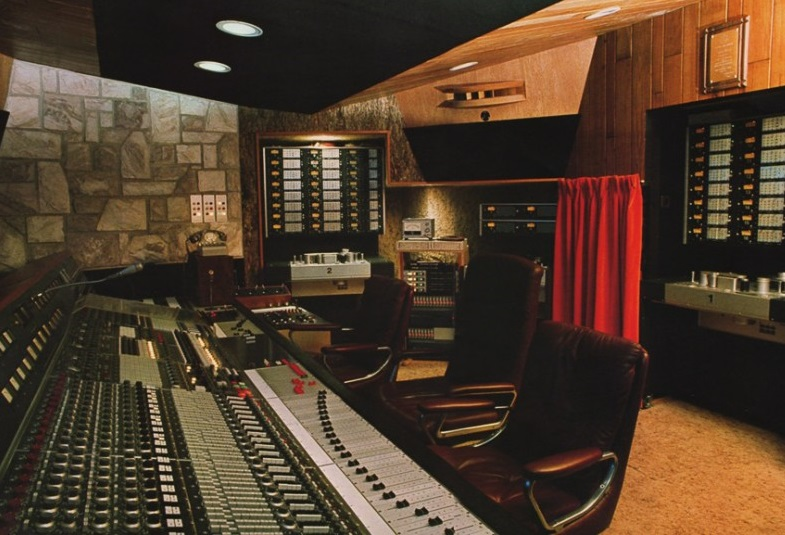
Mountain Studios tại Montreux, Thụy Sĩ, là studio thu âm của Queen từ năm 1978 tới năm 1985. Mercury thu âm giọng hát cuối cùng của mình ở đây vào tháng 5 năm 1991. Vào tháng 12 năm 2013, studio được mở cho vào miễn phí với tên mới "Queen Studio Experience", và các người hâm mộ ghé thăm sẽ được yêu cầu quyên tặng tiền cho tổ chức Mercury Phoenix Trust.

Vào tháng 10 năm 1986 một tờ báo của Anh đã đăng tải thông tin rằng Mercury từng làm một cuộc xét nghiệm máu để xác định căn bệnh HIV/AIDS tại một bệnh viện nằm trên phố Harley. Một phóng viên của báo The Sun là Hugh Whittow, đã hỏi Mercury về câu chuyện tại sân bay Heathrow khi ông trở về từ một chuyến đi đến Nhật Bản. Mercury phủ nhận việc ông mắc một căn bệnh lây truyền qua đường tình dục. Theo như cộng sự của ông là Jim Hutton, Mercury được chẩn đoán dương tính với virus HIV không lâu sau lễ phục sinh năm 1987. Tuy nhiên, trong khoảng thời gian đó, Mercury đã tuyên bố trong một cuộc phỏng vấn rằng mình âm tính với HIV. Bất chấp những lời phủ nhận, báo chí Anh vẫn theo đuổi những tin đồn tràn lan trong những năm tiếp theo, điều này càng được thúc đẩy với diện mạo ngày một gầy đi của Mercury, cùng với sự vắng mặt những chuyến lưu diễn của Queen và thông tin từ người yêu cũ đến các tạp chí lá cải khác nhau - vào năm 1990, những tin đồn về sức khỏe của Mercury là đầy rẫy. Tại lễ trao giải Brit năm 1990 được tổ chức tại nhà hát Dominion, London vào ngày 18 tháng 2; một Mercury với diện mạo ốm yếu rõ rệt đã xuất hiện công khai lần cuối cùng trên sân khấu khi ông cùng với ban nhạc Queen nhận giải Brit cho những đóng góp nổi bật cho nền âm nhạc. Trong giai đoạn cuối cuộc đời, ông thường xuyên bị quấy nhiễu bởi các tay săn ảnh; trong khi đó tờ The Sun thì liên tục đăng tải một seri bài viết trong đó khẳng định rằng Mercury đang bị bệnh nặng; đáng chú ý là một bài báo năm 1990 nổi bật một hình ảnh Mercury với diện mạo hốc hác trên trang nhất kèm theo dòng tít, "Đây là tin chính thức - Freddie bị bệnh trầm trọng."
Tuy nhiên, Mercury trong vòng tay của những người thân cùng đồng nghiệp, bạn bè; những người mà ông cảm thấy tin tưởng, vẫn tiếp tục phủ nhận những câu chuyện mà báo chí đăng tải, kể cả sau khi một bài viết trên trang nhất xuất bản ngày 29 tháng 4 năm 1991 cho thấy hình ảnh một Mercury rất hốc hác, tiếp đến là việc ông hiếm khi xuất hiện công khai Những điều này gợi ý về việc Mercury đã có thể và nên góp phần nâng cao nhận thức về HIV/AIDS bằng cách công bố tình trạng của mình sớm hơn, cùng với những nỗ lực chiến đấu lại căn bệnh này. Mercury giữ kín bệnh tình để bảo vệ những người thân cận nhất bên ông; với việc Brian May trong một cuộc phỏng vấn vào năm 1993 xác nhận rằng Mercury đã thông báo đến các thành viên còn lại trong ban nhạc về tình trạng bệnh tật của ông từ rất sớm. Một video ca nhạc được thực hiện vào tháng 5 năm 1991 cho bài hát "These Are the Days of Our Lives" đã thể hiện hình ảnh một Mercury rất ốm yếu, trong những cảnh quay cuối cùng của ông trước camera.
Vào ngày 22 tháng 11 năm 1991, Mercury đã cho gọi quản lý của Queen là Jim Beach đến căn nhà của ông ở Kensinton để bàn luận về một tuyên bố công khai về tình trạng của mình. Và trong ngày hôm sau, thông báo sau đây đã được báo chí quốc tế đăng tải, thay mặt cho Mercury:
Sau rất nhiều những phỏng đoán trên báo chí trong hai tuần gần đây, tôi muốn xác nhận rằng tôi đã xét nghiệm dương tính với HIV và đã chuyển sang AIDS. Tôi cảm thấy đúng đắn khi giữ kín thông tin cá nhân tới nay để bảo vệ sự riêng tư của những người thân xung quanh tôi. Tuy nhiên, giờ đã đến lúc để cho những người bạn và fan hâm mộ trên thế giới biết sự thật và tôi hy vọng rằng tất cả mọi người, các bác sĩ của tôi, và toàn nhân loại hãy chung tay với tôi trong cuộc chiến chống lại căn bệnh khủng khiếp này. Vấn đề đời tư cá nhân luôn hết sức đặc biệt đối với tôi và tôi nổi tiếng là hiếm khi có các cuộc phỏng vấn. Làm ơn hãy hiểu các chính sách này sẽ còn tiếp tục.

Vào tối ngày 24 tháng 11 năm 1991, hơn 24 tiếng sau khi thông báo trên được ban hành, Mercury qua đời ở tuổi 45 tại nhà riêng của ông ở Kensington. Nguyên nhân chính thức dẫn đến cái chết là viêm phế quản phổi gây ra bởi AIDS. Bạn thân của Mercury, Dave Clark của nhóm The Dave Clark Five, là người trông coi khi ông qua đời. Austin gọi điện cho cha mẹ và em gái của Mercury để thông báo về cái chết của ông. Các tờ báo và đài truyền hình nhận tin tức về Freddie vào rạng sáng 25 tháng 11.
Vào ngày 27 tháng 11, tang lễ của Mercury đã được tiến hành bởi một linh mục hỏa giáo. Những người tham dự bao gồm gia đình cùng 35 người bạn của ông, các thành viên còn lại trong nhóm nhạc và Elton John. Mercury được hỏa táng tại nghĩa trang Kensal Green, Tây London. Theo như mong muốn của Mercury, Mary Austin đã sở hữu tro cốt và chôn chúng tại một địa điểm bí mật. Vị trí tro cốt của Mercury được cho là chỉ có Mary Austin biết, người mà đã từng tuyên bố sẽ không bao giờ tiết lộ địa điểm nơi mà cô chôn chúng.

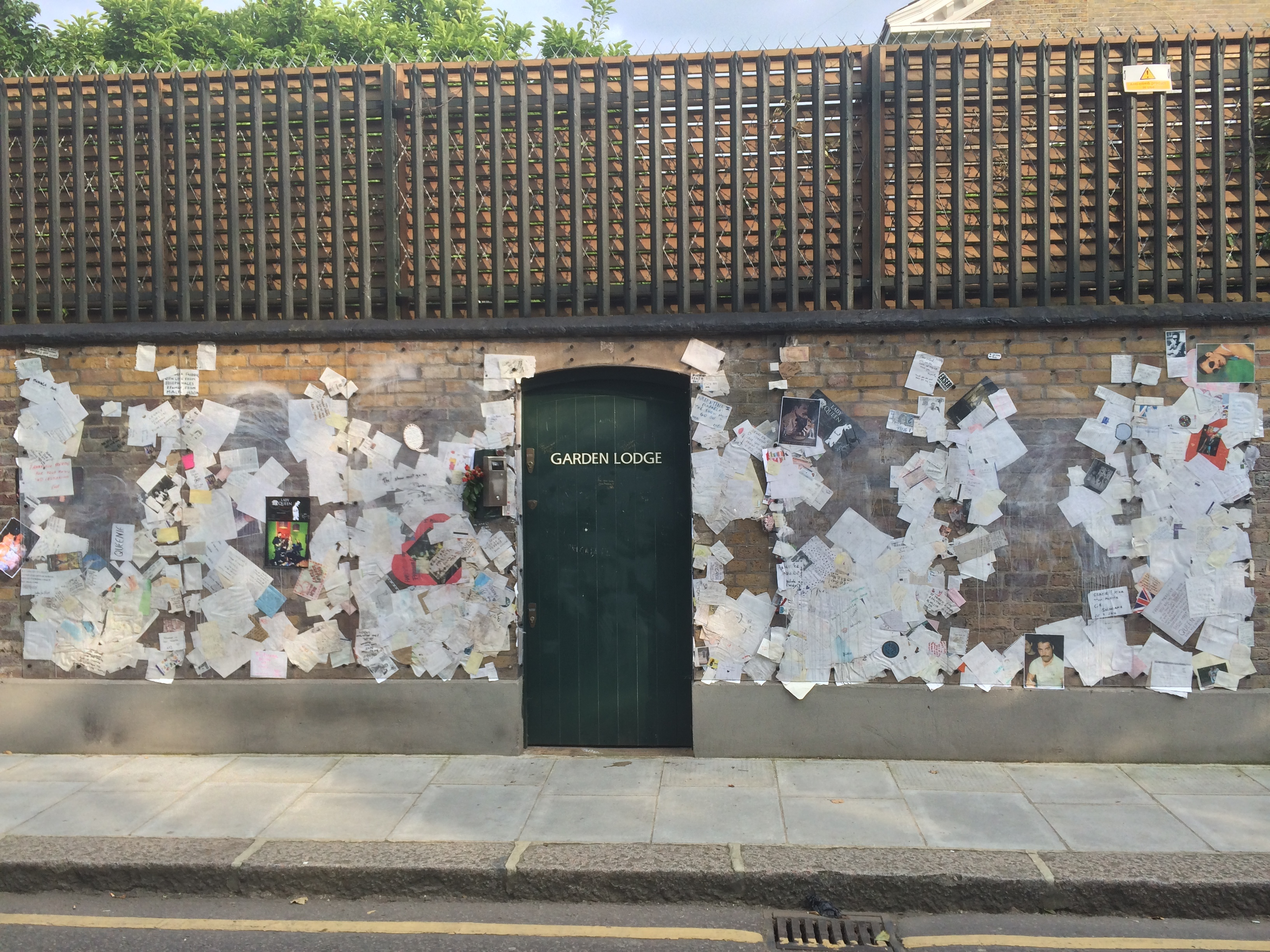
Bức tường ngoài của Garden Lodge, số 1 phố Logan Place đã trở thành một ngôi đền tưởng nhớ đến Mercury. Ảnh chụp năm 2014.

Trong bản di chúc, Mercury dành phần lớn tài sản, bao gồm căn nhà và tiền bản quyền thu được, cho Mary Austin và phần còn lại cho cha mẹ và em gái ông. Ông dành 500.000 bảng Anh cho đầu bếp của mình là Joe Fanelli, 500.000 bảng cho trợ lý Peter Freestone, 100.000 bảng cho lái xe Terry Giddings, và 500.000 cho Jim Hutton. Mary Austin sau này vẫn tiếp tục sống tại căn nhà cũ của Mercury, Garden Lodge, Kensington, cùng với gia đình cô.
Bức tường phía ngoài của căn nhà Garden Lodge số 1 phố Logan Place đã trở thành một ngôi đền tưởng nhớ Mercury sau cái chết của ông, và những người đưa tiễn đã vinh danh ông bằng cách phủ lên bức tường những thông điệp graffiti. Ba năm sau cái chết của Mercury, tạp chí Time Out đã cho biết: "Kể từ khi Mercury qua đời, bức tường ngoài căn nhà đã trở thành ngôi đền rock 'n' roll lớn nhất London" Ngày nay những người hâm mộ ở khắp mọi nơi vẫn tiếp tục tới tham quan địa điểm để tỏ lòng kính trọng với những thông điệp bằng chữ cùng những lời nhắn gửi gắn lên các bức tường.

## Di sản

### Tiếp tục nổi tiếng

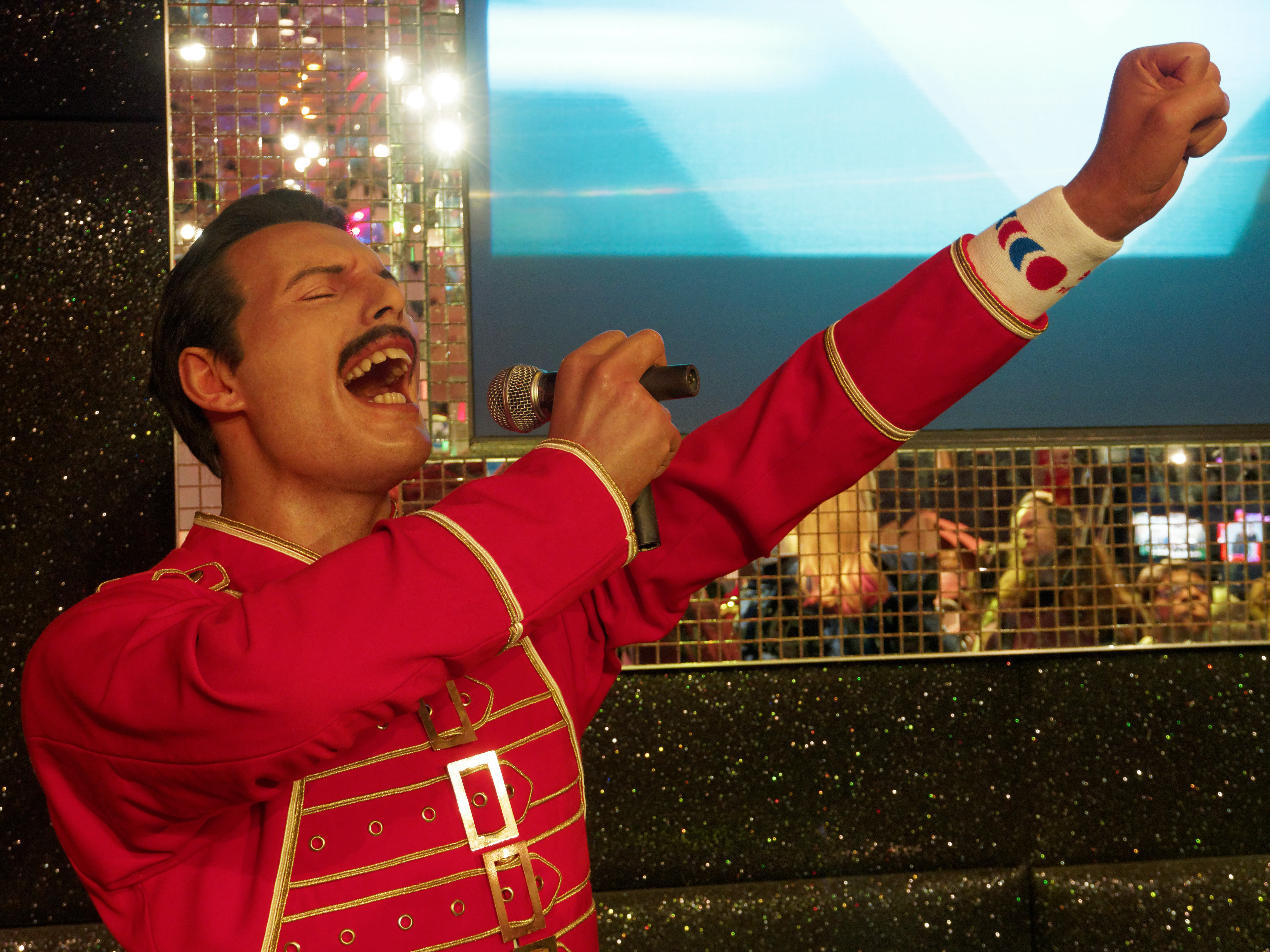
Một bức tượng sáp Freddie Mercury tại Madame Tussauds, London

Vẫn chưa rõ ảnh hưởng từ cái chết của Freddie đối với ban nhạc Queen. Tại Mỹ, dù Queen đã tụt hậu trong những năm 1980, doanh thu của album Queen đã tăng lên đáng kể vào năm 1992, một năm sau cái chết của anh. Năm 1992, một nhà phê bình người Mỹ nói rằng, "Những gì người ta gọi là nhân tố 'ngôi sao đã chết' đã thực sự xảy ra - Queen đang hồi sinh mạnh mẽ." Bộ phim Wayne's World, trong đó có bài hát "Bohemian Rhapsody", cũng được ra mắt vào năm 1992. Theo Hiệp hội Công nghiệp ghi âm Hoa Kỳ, Queen đã bán được 34,5 triệu album tại Mỹ vào năm 2004, khoảng một nửa trong số đó được bán kể từ cái chết của Mercury năm 1991.
Ước tính tổng doanh thu kỷ lục trên toàn thế giới của Queen cho đến nay đã được đặt cao tới 300 triệu bảng. Ở Anh, Queen đã chiếm số tuần trên top UK Album Charts nhiều hơn bất kỳ ban nhạc nào khác (bao gồm cả The Beatles), và Queen's Greatest Hits là album bán chạy nhất mọi thời đại ở Anh. Hai bài hát do Mercury sáng tác "We Are the Champions" và "Bohemian Rhapsody", cũng từng được bình chọn là bài hát hay nhất mọi thời đại trong các cuộc thăm dò ý kiến của Sony Mobile Communications và Sách Kỷ lục Guinness,. Cả hai bài hát đã được giới thiệu vào Grammy Đại sảnh Danh vọng; "Bohemian Rhapsody" năm 2004 và "We Are the Champions" năm 2009. Vào tháng 10 năm 2007, video âm nhạc cho "Bohemian Rhapsody" được bình chọn là bài hát vĩ đại nhất mọi thời đại bởi độc giả tạp chí Q.

### Album Queen phát hành sau khi Mercury chết
Vào tháng 11 năm 1995, Queen phát hành Made in Heaven, một album có các bản thu âm cuối cùng chưa được phát hành của Mercury từ năm 1991, cũng như các bản thu âm từ những năm trước và các phiên bản làm lại của các bài hát solo của các thành viên còn sống. Bìa album bao gồm bức tượng Freddie Mercury nhìn ra Hồ Geneva được cắt ghép với căn lều Duck House mà Mercury đã thuê. Đây là nơi ông đã viết và thu âm những bài hát cuối cùng của anh tại Mountain Studios. Bìa của album in dòng chữ, "Dành riêng cho tinh thần bất tử của Freddie Mercury."
Với những bài hát như Too Much Love Will Kill You và "Heaven for Everyone", album cũng chứa bài hát "Mother Love", bản thu âm cuối cùng của Mercury trước khi anh qua đời. Freddie hát bài này mà không cần nhạc đệm, anh chỉ hát theo nhịp của một máy gõ nhịp. May, Taylor và Deacon sau đó đã ghi đè các nhạc cụ vào. Sau khi hát xong câu áp chót, Mercury đã nói rằng anh "cảm thấy không khỏe" và nói, "Tôi sẽ hoàn thành nó khi tôi trở lại lần sau." Tuy nhiên, anh đã không bao giờ quay trở lại phòng thu nữa, vì vậy sau đó Brian May là người hát câu cuối cùng của bài hát.

### Vinh danh

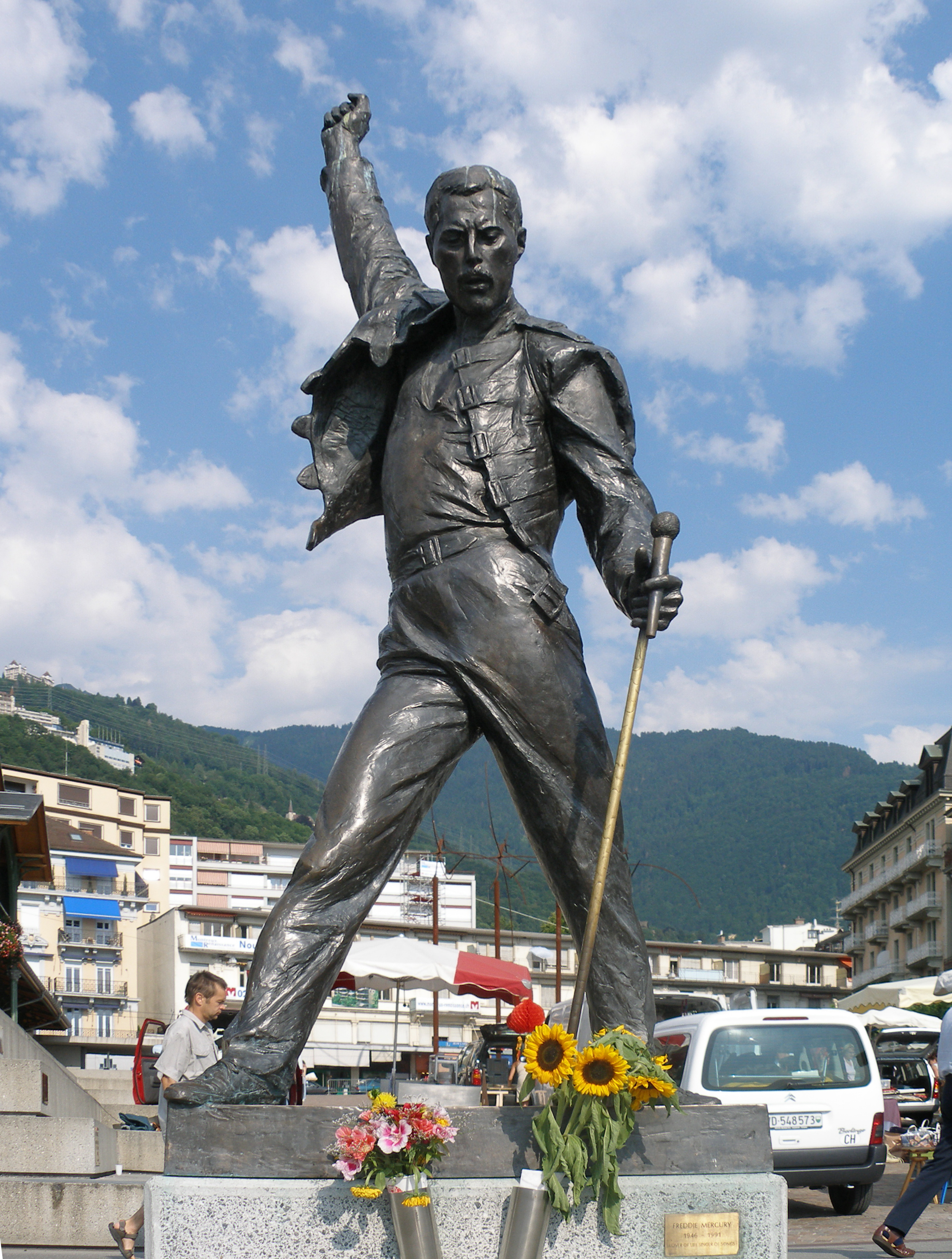
Tượng Freddie Mercury nhìn xuống hồ Geneva tại Montreux, Thụy Sĩ

Một bức tượng ở Montreux, Thụy Sĩ, do nhà điêu khắc Irena Sedlecká thực hiện, đã được dựng lên để tưởng nhớ Mercury. Bức tượng cao gần 10 feet (3 mét) nhìn ra hồ Geneva và đã được cha của Mercury và Montserrat Caballé đưa ra trước công chúng vào ngày 25 tháng 11 năm 1996, cùng với các đồng nghiệp Brian May và Roger Taylor cũng tham dự. Bắt đầu từ năm 2003 người hâm mộ từ khắp nơi trên thế giới đã tụ tập tại Thụy Sĩ hàng năm để vinh danh Mercury như một phần của "Freddie Mercury Montreux Memorial Day" vào cuối tuần đầu tiên của tháng 9. Bearpark và Esh Colliery Band đã biểu diễn cạnh bức tượng Freddie Mercury vào ngày 1 tháng 6 năm 2010.
Năm 1997, ba thành viên còn lại của Queen đã phát hành "No-One but You (Only the Good Die Young)", một bài hát dành riêng cho Mercury và tất cả những người đã chết quá sớm. Năm 1999, một con tem Royal Mail với một hình ảnh của Mercury trên sân khấu đã được ban hành để vinh danh ông như là một phần của loạt tem Millennium của Vương quốc Anh.
Năm 2009, ngôi sao tưởng nhớ về những thành tựu của Mercury đã được mẹ anh Jer Bulsara và người bạn cùng ban nhạc Brian May khai trương trên đường phố Feltham High Street.

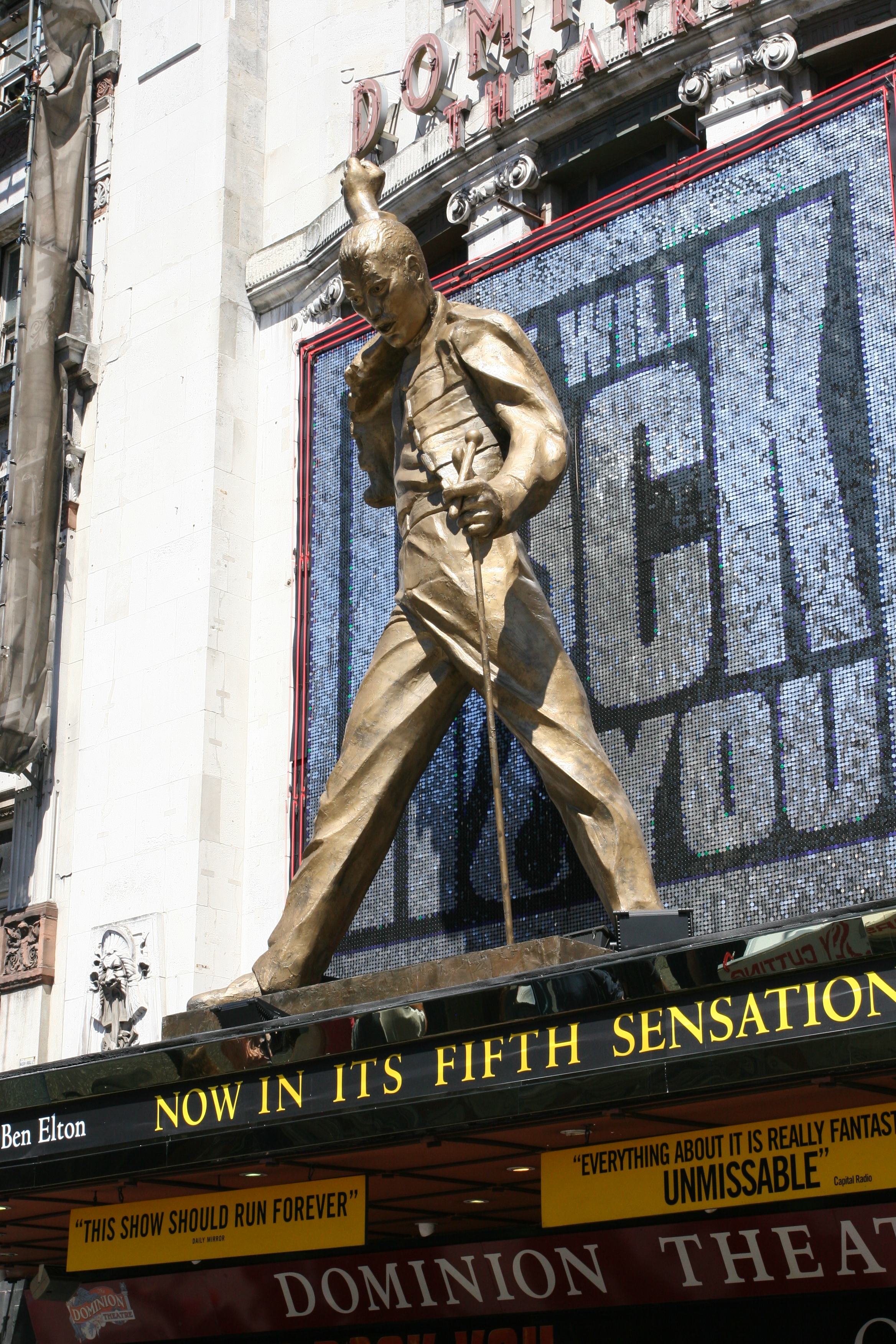
Tượng Mercury đứng trên lối vào của Dominion Theatre tại West End, London

Một bức tượng của Mercury đứng trên lối vào Nhà hát Dominion ở West End của London từ tháng 5 năm 2002 đến tháng 5 năm 2014 cho vở nhạc kịch We Will Rock You của Queen và Ben Elton. Một hình ảnh tri ân ban nhạc Queen được trưng bày tại Fremont Street Experience ở trung tâm Las Vegas trong suốt năm 2009 trên màn hình video. Vào tháng 12 năm 2009, một mô hình lớn của Mercury mặc áo mặc áo phông đã được trưng bày tại Edinburgh để quảng bá cho vở kịch We Will Rock You tại Nhà hát Playhouse.

### Tầm quan trọng trong lịch sử bệnh AIDS
Là ngôi sao nhạc rock đầu tiên chết vì AIDS, cái chết của Mercury là một sự kiện quan trọng trong lịch sử của căn bệnh này. Vào tháng 4 năm 1992, các thành viên còn lại của Queen đã thành lập The Mercury Phoenix Trust và tổ chức The Freddie Mercury Tribute Concert for AIDS awareness vào ngày 20 tháng 4 năm 1992 để kỷ niệm cuộc đời và di sản của Mercury và quyên tiền cho việc nghiên cứu AIDS.

### Những người ảnh hưởng toàn cầu
Một số cuộc thăm dò ý kiến về mức độ phổ biến được thực hiện trong thập kỷ qua cho thấy rằng danh tiếng của Freddie Mercury trên thực tế có thể đã được nâng cao kể từ khi ông qua đời. Chẳng hạn, trong một cuộc bình chọn năm 2002 của BBC nhằm xác định ai là người được dân Anh coi là người Anh vĩ đại nhất trong lịch sử, Mercury được xếp hạng 58 trong danh sách 100 người Anh vĩ đại nhất. Ông tiếp tục được liệt kê ở vị trí thứ 52 trong một cuộc khảo sát quốc gia Nhật Bản năm 2007 về 100 anh hùng có ảnh hưởng nhất. Mặc dù thực tế rằng ông đã bị các nhà hoạt động đồng tính chỉ trích vì che giấu tình trạng HIV của mình, tác giả Paul Russell đã đưa Mercury vào cuốn sách The Gay 100: Bảng xếp hạng của những người đồng tính nam và đồng tính nữ có ảnh hưởng nhất, từ quá khứ đến hiện tại.
Năm 2008, tạp chí Rolling Stone đã xếp hạng Mercury đứng thứ 18 trong danh sách 100 ca sĩ xuất sắc nhất mọi thời đại. Mercury được bình chọn là nam ca sĩ vĩ đại nhất trong chương trình "22 giọng ca vĩ đại nhất của âm nhạc" của kênh MTV. Vào năm 2011, các độc giả của tạp chí Rolling Stone đã đặt Mercury ở vị trí thứ hai trong danh sách Ca sĩ chính xuất sắc nhất mọi thời đại của tạp chí này.

### Hình tượng trên phim ảnh

#### Phim tiểu sử

Poster quảng cáo phim Bohemian Rhapsody tai Cao đẳng Mỹ thuật London, nơi Freddie từng theo học

Brian May đã công bố trong một cuộc phỏng vấn tháng 9 năm 2010 của BBC rằng Sacha Baron Cohen, được biết đến với các nhân vật hài hước Borat, Ali G và Brüno, đã được chọn đóng vai Mercury trong một bộ phim tiểu sử. Tạp chí Time tỏ ý chấp thuận về khả năng ca hát và ngoại hình giống với Mercury của Cohen. Bộ phim sẽ được Peter Morgan, người đoạt giải Oscar được đề cử cho kịch bản phim The Queen và Frost/Nixon viết kịch bản. Bộ phim sẽ được nhà sản xuất TriBeCa Productions của Robert De Niro đồng sản xuất, và sẽ tập trung vào những năm hình thành của ban nhạc Queen và giai đoạn dẫn tới buổi biểu diễn nổi tiếng Live Aid 1985. Phim được lên kế hoạch bắt đầu vào năm 2011.
Vào tháng 4 năm 2011, May đã xác nhận rằng công việc tiền sản xuất đang tiếp tục. Ông cho biết ban nhạc đã cho phép một nhóm bắt đầu quay phim vào cuối năm 2011. Tuy nhiên, vào tháng 7 năm 2013, Baron Cohen đã từ bỏ vai trò do sự bất đồng với các thành viên của Queen. May cho biết họ đã chia tay trong vui vẻ và nói rằng ban nhạc đã cảm thấy sự hiện diện của Cohen sẽ khiến họ mất tập trung.
Vào tháng 12 năm 2013, Ben Whishaw, nổi tiếng với vai Q trong phim James Bond Skyfall và Spectre, đã được chọn để thay thế Cohen đóng vai Mercury. Diễn viên và đạo diễn người Anh Dexter Fletcher đã được công bố là đạo diễn, nhưng đã rút khỏi dự án vào tháng 3 năm 2014. Việc sản xuất đã bắt đầu vào mùa hè năm 2014; nhưng Whishaw đã rút khỏi dự án vào mùa xuân 2015.

## Dánh sách đĩa nhạc
- Mr. Bad Guy (1985)
- Barcelona (hợp tác với Montserrat Caballé) (1988)